# Mounir Akbache
Mounir Akbache (nacido el 14 de marzo de 1986) es un atleta francés en la disciplina de carrera de media distancia. Después de lograr un éxito modesto a nivel nacional, se convirtió en liebres de la Liga de Diamante. Como liebre, Akbache ha batido varios récords mundiales de media distancia en atletismo, incluidos los 3000 metros bajo techo y los 2000 metros al aire libre.

## Carrera de atletismo
La carrera individual de Akbache comenzó en 2006, y compitió en varios campeonatos franceses de atletismo, con un mejor puesto de 4.ª posición en la edición cubierta de 2015 en los 1500 metros. A pesar de sus éxitos a nivel nacional, no pudo clasificarse para las competiciones internacionales de más alto nivel, por lo que se convirtió en liebre.

## Carrera como liebre
Akbache batió su primer récord mundial en el Meeting Hauts-de-France Pas-de-Calais de 2023, lo que llevó a Lamecha Girma a batir un récord de 25 años en los 3000 metros bajo techo. Hablando en francés después de la carrera, Akbache dijo: «Podía sentir que [Girma] tenía mucha confianza. Había hecho algunas sesiones locas en el entrenamiento, sabía que tenía el récord mundial en sus piernas».
Akbache es uno de los liebres favoritos de Jakob Ingebrigtsen, y ayudó a Ingebrigtsen a batir el récord mundial de 2000 metros en el Memorial Van Damme de 2023. En los Bislett Games de 2023, Akbache marcó el ritmo de Ingebrigtsen en la primera vuelta en 55,47 segundos, lo que llevó a Track & Field News a afirmar que «el ritmo no podría haber sido mejor». Ingebrigtsen establecería un mejor tiempo de 3:27.95 en esa carrera, un récord nacional.

## Vida personal
Akbache es miembro del club de atletismo Club athlétique de Montreuil 93 club de atletismo de Francia. Estudió en el Institut national des sciences appliquées de Lyon, y también es ingeniero en el Departamento de Ensayos y Materiales de Carreteras del Centro Experimental de Investigaciones y Estudios de la Edificación y Obras Públicas.